# Бороздинский, Михаил Георгиевич
Михаил Георгиевич Бороздинский (1925, Хавки, Тульская губерния — 1997, Новомосковск, Тульская область) — краевед Венёвского и Новомосковского районов Тульской области, журналист, редактор. Участник Великой Отечественной войны, танкист, окончивший её в звании старшего лейтенанта.
Член Всероссийского общества охраны памятников истории и культуры, руководитель его Венёвского районного отделения (с 1966).

## Биография
Родился в селе Хавки Венёвского района.
Вскоре после начала Великой Отечественной войны, в июле 1941 года, в возрасте 16 лет был мобилизован Венёвским райвоенкоматом и направлен в Тулу на строительство бомбоубежищ и бараков. Там же окончил школу ФЗО по специальности плотника. В январе 1943 года был призван на военную службу и отправлен на учёбу в 1-е Омское военное пехотное училище им. М. В. Фрунзе. Летом 1943-го был направлен на Курскую дугу, где был ускоренно переобучен на заряжающего танка Т-34. Участвовал в освобождении городов Харьков и Полтава. В ходе боёв в районе между Кременчугом и Кировоградом его танк был подбит и сгорел. В декабре 1943 года Бороздинского направили на учёбу во 2-е Киевское военное училище самоходной артиллерии, эвакуированное в июле 1941 года в Саратов, которое он окончил уже после войны.
Много лет работал в архивах, изучая биографии знаменитых земляков, историю тульских усадеб.
Вместе с тульским архитектором В. Н. Уклеиным (1898—1986) написал небольшой путеводитель «Венёв», который был опубликован редакцией краеведения Приокского книжного издательства (редактировал С. Д. Ошевский; Тула, 1974). Многочисленные краеведческие статьи Бороздинского публиковались в районной газете «Красное знамя» (г. Венёв), газете «Новомосковская правда» и других.
В 1978 году после длительного ремонта открылся Венёвский краеведческий музей, ставший центром поисковой деятельности и пропаганды истории в районе. Здесь расположены материалы Бороздинского.
Стал соавтором буклета о Венёве, но не смог выпустить книгу по истории города в полном её объеме. После его переезда в Новомосковск и смерти эти материалы пропали.
11 декабря 1993 года Бороздинский выступал на открытии памятника А. С. Пушкину в центре Новомосковска.

## Сочинения
- Бороздинский М. Г., Уклеин В. Н. Венёв: Путеводитель. — Тула: Приок. кн. изд-во, 1974. — 24 с. — 3000 экз.
- Бороздинский М. Г. Так где же родился Пушкин? (К 200-летию поэта). — Новомосковск (Тул. обл.): РЕКОМ, [1999]. — 128 с.

Статьи
- Вся его жизнь // Коммунар. 1976, 29 мая. (О конструкторе артиллерийских систем, Герое Социалистического Труда, генерал-лейтенант-инженере Ф. Ф. Петрове).
- Родина контр-адмирала // Новомосковская правда. 1984. 18 авг. (В. Ф. Руднев — имение рода Рудневых у д. Яцкое Новомосковского р-на).
- Сохраним на память потомкам нашим // «Красное знамя» от 22.03.1994.
- Из родословной веневцев (4 июля 1993 года)
- Наш первый паровой: К 85-летию Венёвской железнодорожной ветки
- Бороздинский М. К открытию памятника А. С. Пушкина в г. Новомосковске 11 декабря 1993 года / М. Бороздинский // Новости. — 1993. — 17 дек.